# Relief

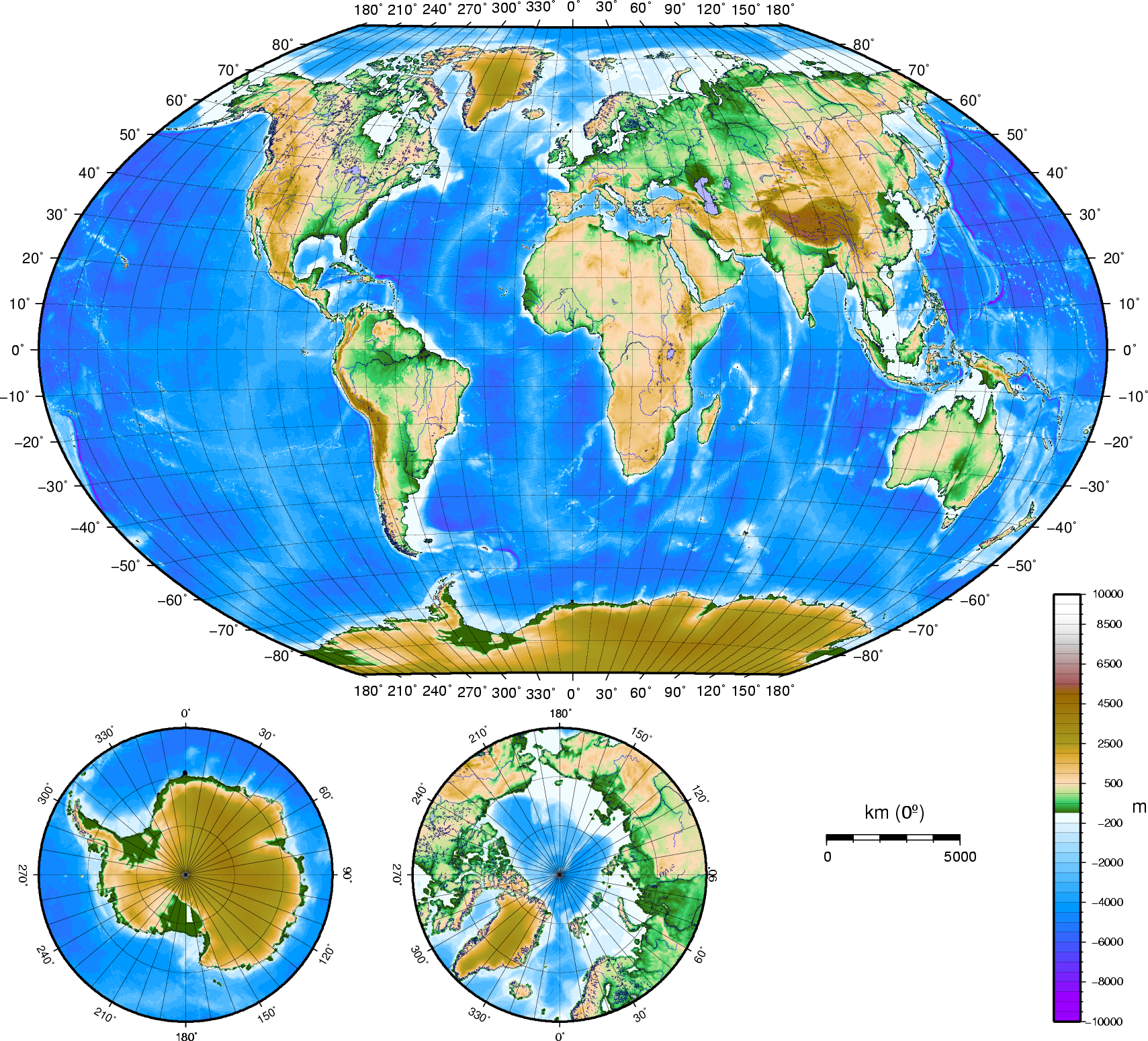
Harta reliefului de pe Terra

Relieful este considerat o abatere a suprafeței litosferei față de un plan de referință general sau local. Acesta reprezintă baza unui macrosistem pe care îl alcătuiește împreună cu alte cinci elemente esențiale, și anume apa, atmosfera, viețuitoarele, solul și omul cu activitățile sale. Ca sistem este alcătuit dintr-o infinitate de elemente (forme de relief) cu dimensiuni, geneză, evoluție și vârstă diferite. Este un sistem deschis, unitar, dinamic și complex ierarhizat. 

## Tipuri de relief
- Relief antropic
- Relief deșertic
- Relief litoral
- Relief petrografic
- Relief vulcanic
- Relieful creat de apele curgătoare
- Relieful glaciar
- Relieful periglaciar
- Relieful carstic

## Acțiunea agenților externi asupra reliefului
Asupra formelor de relief, create prin acțiunea agenților interni, acționează agenții externi. Acțiunile acestora sunt generate de energia solară și de gravitație. Agenții externi cu un rol important în activitatea de modelare a formelor de relief sunt: vântul, apele curgătoare, ghețarii, valurile etc. Activitatea acestora se manifestă printr-o triplă acțiune: cea de eroziune, cea de transport a materialelor erodate și cea de depunere a acestora.
În afară de agenții interni (din cadrul geosferelor), asupra formelor de relief acționează și o serie de procese de natură fizică, chimică și gravitațională.
Agenții externi acționează diferit în funcție de climă, de rocile care alcătuiesc relieful, precum și în funcție de modul de așezare a straturilor.
În ceea ce privește clima, acesta determină acțiuni diferite ale agenților externi. Astfel, deși vântul acționează pe tot globul ,activitatea sa și formele de relief pe care le creează diferă de la o zonă de climă la alta. În deșerturi, vântul este agentul principal care exercita acțiuni de eroziune, transport și depunere, dând naștere dunelor de nisip.
În zonele de climă temperată, apele curgătoare reprezintă agentul principal. Forma de relief rezultată prin acțiunea de eroziune a râurilor este valea râului, pe care aceasta tinde permanent să o adâncească și să o lărgească. Produsele erodate sunt transportate sub formă de pietrișuri, nisipuri și mâluri, apoi sunt depuse.
În zonele reci și pe munții înalți, agenții principali de modelare sunt ghețarii.